# Floorball-Bundesliga Österreich 2015/16
Die Floorball-Bundesliga Österreich 2015/16 war eine Spielzeit der österreichischen Floorball-Bundesliga.

## Herren Bundesliga (Großfeld)
Die österreichische Floorball-Staatsmeisterschaft auf dem Großfeld der Herren begann am 19. September 2015. Titelverteidiger war der VSV Unihockey, der in drei Finalspielen den Titel an den SU Wiener FV verlor.
Teilnehmer:
- VSV Unihockey
- TVZ Wikings Zell am See
- SU Wiener FV
- KAC Floorball
- UHC Linz/Starbulls Salzburg
- Unihockey Vorarlberg

Modus:
Die Vorrunde zur österreichischen Herren(Großfeld)-Staatsmeisterschaft wurde in einer einfachen Vor- und Rückrunde ausgespielt. Die besten vier Mannschaften des Grunddurchgangs ermittelten in einer "Best of 3"-Serie die Finalisten. Das Finale wurde im "Best of 5"-Modus ausgespielt.
| Pl. | Verein                      | Sp. | S(OT) | N(OT)  | Diff. | Pkt. |
| --- | --------------------------- | --- | ----- | ------ | ----- | ---- |
| 01. | VSV Unihockey               | 10  | 9(3)  | 01(0)  | +032  | 24   |
| 02. | SU Wiener FV                | 10  | 7(0)  | 03(0)  | +034  | 21   |
| 03. | KAC Floorball               | 10  | 6(0)  | 04(2)  | +016  | 20   |
| 04. | TVZ Wikings Zell am See     | 10  | 5(0)  | 05(0)  | +04   | 15   |
| 05. | Unihockey Vorarlberg        | 10  | 3(2)  | 07(1)  | −026  | 8    |
| 06. | UHC Linz/Starbulls Salzburg | 10  | 0(0)  | 010(2) | −060  | 2    |

Play-offs – Halbfinale:
- KAC Floorball – SU Wiener FV  5:12 (4:4, 0:3, 1:5) am 12. März 2016
- TVZ Wikings Zell am See – VSV Unihockey  2:7 (1:1, 0:1, 1:5) 12. März 2016
- SU Wiener FV – KAC Floorball  11:5 (4:2, 3:2, 4:1) am 19. März 2016
- VSV Unihockey – TVZ Wikings Zell am See  8:4 (1:1, 1:1, 6:2) am 19. März 2016

Finale:
- 1. Spiel: VSV Unihockey – SU Wiener FV  9:11 (3:3, 1:4, 5:4) am 2. April 2016
- 2. Spiel: VSV Unihockey – SU Wiener FV  7:8 (3:1, 2:4, 2:2; 0:1) am 3. April 2016
- 3. Spiel: SU Wiener FV – VSV Unihockey  8:7 (3:4, 2:0, 3:3) am 9. April 2016

SU Wiener FV mit 3:0 Siegen erstmals Österreichischer Herren-Floorball-Staatsmeister.

## Damen Bundesliga (Großfeld)
Die österreichische Floorball-Staatsmeisterschaft der Damen auf dem Großfeld begann am 19. September 2015. Titelverteidiger war der TVZ Wikings Zell am See.
Im Finale gegen den SU Wiener FV gelang es dem TVZ Wikings Zell am See in 2 Finalspielen erfolgreich den Titel zu verteidigen.
Teilnehmer:
- TVZ Wikings Zell am See
- SU Wiener FV
- IBC Leoben
- FBC Grasshoppers Zurndorf
- VSV Unihockey

Modus:
Der Grunddurchgang zur österreichischen Damen(Großfeld)-Staatsmeisterschaft wurde in insgesamt 10 Vorrunden ausgespielt. Die besten vier Mannschaften des Grunddurchgangs ermittelten in einer "Best of 3"-Serie die Finalisten. Das Finale wurde in einem "Best of 3"-Modus ausgespielt.
| Pl. | Verein                    | Sp. | S(OT) | N(OT) | Diff. | Pkt. |
| --- | ------------------------- | --- | ----- | ----- | ----- | ---- |
| 01. | TVZ Wikings Zell am See   | 8   | 8(0)  | 00(0) | +057  | 24   |
| 02. | SU Wiener FV              | 8   | 5(0)  | 03(0) | −03   | 15   |
| 03. | IBC Leoben                | 8   | 3(0)  | 05(1) | −04   | 10   |
| 04. | FBC Grasshoppers Zurndorf | 8   | 2(0)  | 06(0) | −018  | 6    |
| 05. | VSV Unihockey             | 8   | 2(1)  | 06(0) | −032  | 5    |

Play-offs – Halbfinale:
- TVZ Wikings Zell am See – FBC Grasshoppers Zurndorf  5:0 (1:0, 1:0, 3:0) am 12. März 2016
- IBC Leoben – SU Wiener FV  2:3 (0:0, 1:1, 1:2) am 12. März 2016
- FBC Grasshoppers Zurndorf – TVZ Wikings Zell am See  1:6 (0:3, 1:3, 0:0) am 19. März 2016
- SU Wiener FV – IBC Leoben  9:5 (2:0, 2:4, 5:1) am 19. März 2016

Finale:
- 1. Spiel: SU Wiener FV – TVZ Wikings Zell am See  0:4 (0:0, 0:0, 0:4) am 2. April 2016
- 2. Spiel: TVZ Wikings Zell am See – SU Wiener FV  4:0 (2:0, 2:0, 0:0) am 9. April 2016

TVZ Wikings Zell am See mit 2:0 Siegen Österreichischer Damen-Floorball-Staatsmeister 2016.